# Базар гоблинов
«База́р го́блинов» (англ. Goblin Market) — поэма английской поэтессы Кристины Россетти, образец викторианской литературы. Написана в 1859 году, когда Россетти работала в исправительном доме для «падших женщин» в Хайгейте. Опубликована в 1862 году в сборнике «Базар гоблинов и другие поэмы» (англ. Goblin Market and Other Poems), проиллюстрированном братом поэтессы, художником-прерафаэлитом Данте Габриелем Россетти. Поэма посвящена сестре Кристины — Марии Франческе.
Центральными для поэмы темами являются искушение, самопожертвование, спасение. Существует несколько переводов поэмы на русский язык.

## Сюжет
Главные героини поэмы, сёстры Лиззи (Лиза) и Лаура (Лора), живут одни в деревенском доме. Каждый день они ходят за водой к лесному ручью, и однажды слышат крики гоблинов, призывающих купить у них ягоды и фрукты, вкуснее которых не найти. Лиззи опасается гоблинов и стремится скорее уйти домой, уговаривая сестру поспешить. Однако Лаура задерживается, привлечённая словами гоблинов. В сумерках они окружают её и дают ей попробовать фрукты и сок, которые очень нравятся Лауре. Поскольку денег у неё с собой нет, она расплачивается локоном своих волос, который отрезает и отдаёт гоблинам. Опьянённая необычным вкусом фруктов, Лаура поздно ночью возвращается домой, где ей ждёт Лиззи.

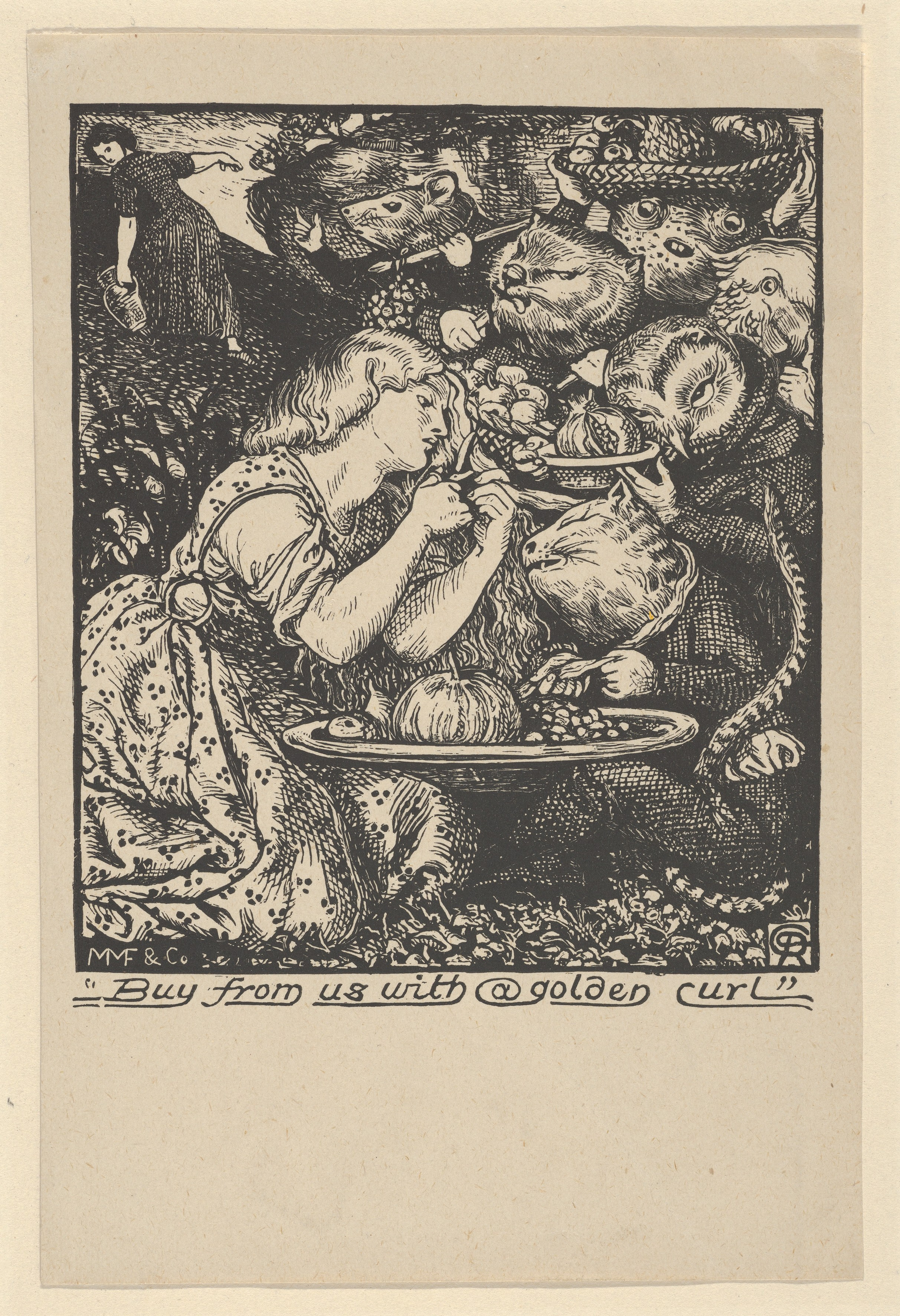
Фронтиспис сборника 1862 года

На следующий день Лаура только и думает о том, чтобы скорее настал вечер и можно было снова пойти в лес и поесть удивительные фрукты. Она обещает принести их попробовать и Лиззи, но сестра отговаривает Лауру. К ужасу Лауры, когда вечером они с сестрой идут за водой, она не слышит призывных голосов гоблинов, хотя Лиззи слышит их и спешит уйти и увести Лауру. Проходят дни, и Лаура по-прежнему не может услышать гоблинов и снова отведать их товар. Лаура заболевает, худеет и седеет. Лиззи вспоминает о том, как другая девушка Дженни, тоже попробовавшая фрукты у гоблинов, быстро «растаяла» и умерла.
Видя всё ухудшающееся состояние сестры, Лиззи решается пойти к гоблинам, но действовать хитростью. Она берёт серебряную монету и, придя в лес, просит гоблинов продать ей немного фруктов и сока, чтобы она унесла их домой. Однако гоблины начинают сердиться и сначала уговаривают, а потом пытаются силой накормить Лиззи своими плодами, так что сок стекает у Лиззи по щекам. В результате, однако, они оставляют её в покое, и Лиззи, забрав серебряную монетку, возвращается домой. Она просит Лауру целовать её и облизывать с неё сок, что та и делает, хотя на этот раз сок кажется Лауре горьким. На следующий день Лаура полностью поправляется.
Сёстры взрослеют, выходят замуж и рожают детей, которым рассказывают о том, что сестра всегда является лучшим другом, который спасёт в трудной ситуации.

## Художественные особенности
Поэма известна тем, что в ней отсутствует единая стихотворная структура: ритмика неоднократно меняется на протяжении поэмы.

## Восприятие
К числу поклонников поэмы относились, в числе прочих, Алджернон Суинберн, Альфред Теннисон, Льюис Кэрролл, чья «Алиса в Стране чудес» может быть частично вдохновлена поэмой Россетти.

## Русские переводы
Существует несколько переводов поэмы на русский язык. В 1937 году в сборнике «Антология новой английской поэзии» был опубликован перевод Елизаветы Полонской под названием «Базар гномов».
Ещё три перевода появились уже в начале XXI века: это работы Марии Лукашкиной (фрагмент опубликован журнале «Иностранная литература» в 2005 году, полностью в антологии «Семь веков английской поэзии» в 2008 году), Бориса Ривкина (опубликован в журнале «Слово\Word» в 2010 году) и Виктора Райзмана.

## Адаптации
- В 2005 году в Эдинбурге состоялась премьера 75-минутной камерной оперы по поэме, либретто Кэт Бёрлинсон  на музыку Конора Митчелла[7].
- В 2012 году был снят одноимённый короткометражный художественный фильм, режиссёр Анна Блэнфорд[8][9].